# Karl-Birger Blomdahl

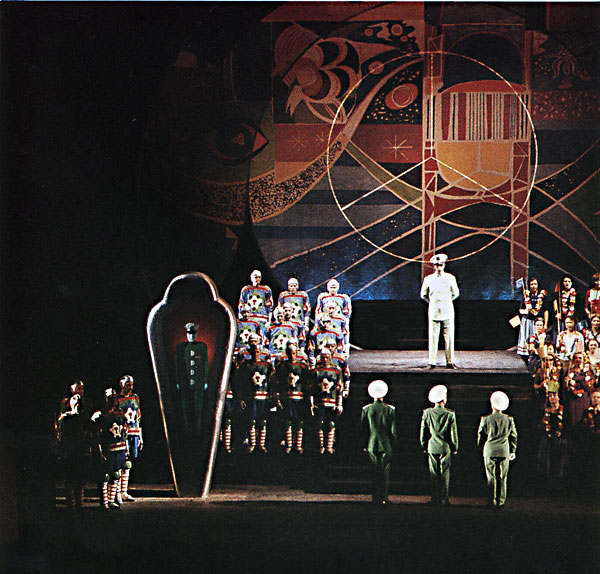
Premiérová inscenace opery Aniara ve stockholmské Královské opeře 1959. Scéna Svena Erixsona.

Karl-Birger Blomdahl (19. října 1916, Växjö – 14. června 1968, Kungsängen) byl švédský hudební skladatel, profesor skladby a vedoucí hudebního oddělení Švédského rozhlasu.

## Život
Blomdahl byl žákem Hildinga Rosenberga a byl neformálním vůdcem umělecké skupiny „Måndagsgruppen“ (Pondělníci). Na konci 40. let 20. století si osvojil dvanáctitónovou techniku. Byl jeden z nejpřednějších modernistů ve švédské hudbě. Mezi jeho nejznámější díla se řadí opera Aniara (1958) a symfonie č. 3 Facetter (1950). Pro Aniaru vytvořil Blomdahl tři elektronické hudební skladby, Mimamusik (Mima Music), které vytvořil a nahrál na magnetofonovou pásku ve studiu Švédského rozhlasu. Z důvodu velké pozornosti, které Aniara dosáhla, se Mimamusik stala jednou z prvních elektronických hudebních skladeb, které ve Švédsku oslovily širší publikum.
Vedle své skladatelské činnosti byl Blomdahl ve švédském hudebním životě velmi aktivní v různých funkcích. Byl v letech 1960–1964 profesorem hudební skladby na Královské hudební vysoké škole (Kungliga Musikhögskolan ) a od roku 1965 do smrti vedoucím hudebního oddělení Švédského rozhlasu. Roku 1953 se stal členem Královské hudební akademie (Kungliga Musikaliska Akademien). V této funkci pozval v dubnu 1967 do Stockholmu jako „domácího umělce“ (artist in residence) skladatele Terryho Rileyho.

## Dílo (výběr)

### Orchestrální díla
- Symfonie č. 1 (1943)
- Symfonie č. 2 (1947)
- Pastorální suita (1948)
- Symfonie č. 3 Facetter (1950)

### Koncerty pro sólové nástroje
- Koncert pro violu a orchestr (1941)
- Koncert pro housle a smyčcový orchestr (1946)

### Sborová díla
- I speglarnas sal (V zrcadlové síni, 1951–52, podle básní Erika Lindegrena)

### Opery
- Aniara (1958, libreto Erik Lindegren podle stejnojmenného veršovaného eposu Harryho Martinsona)
- Herr von Hancken (1965, libreto Erik Lindegren podle stejnojmenného románu Hjalmara Bergmana)

### Balety
- Sisyfos (1954)
- Minotaurus (1957)
- Spel för åtta (Hra pro osm, 1962)

### Scénická a rozhlasová hudba
- Agamemnon (1949, hudba k rozhlasové hře Rabbeho Enckella)

### Filmová hudba
- Gycklarnas afton (Večer kejklířů, 1953, režie Ingmar Bergman)
- Så börjar livet (Tak začíná život, 1965)

### Komorní hudba
- Trio pro dřevěné dechové nástroje (1938)
- Smyčcový kvartet č. 1 (1939)
- Malá suita pro fagot a klavír (1945)
- Taneční suita č. 1 pro flétnu, smyčcové trio a bicí nástroje (1948)
- Taneční suita č. 2 pro klarinet, violoncello a bicí nástroje (1951)
- Trio pro klarinet, violoncello a klavír (1955)

### Písně
- ...resan i denna natt (.. cesta této noci) pro soprán a smyčcový orchestr (1966, na slova Erika Lindegrena)

### Elektronická díla
- Altisonans (1966)